# Tadeusz Zawada
Tadeusz Zawada (* 29. Juli 1951 in Łódź) ist ein ehemaliger polnischer Radrennfahrer.

## Sportliche Laufbahn
Zawada war im Straßenradsport aktiv. Seine größten Erfolge hatte er mit dem Gewinn der polnischen Meisterschaften im Straßenrennen (vor Florian Andrzejewski) und im Bergfahren 1977. 
Bei den UCI-Straßen-Weltmeisterschaften war er 1977 am Start und belegte im Einzelrennen den 37. Platz. Die Internationale Friedensfahrt fuhr er 1976 und wurde dort als 33. klassiert. Die ersten Einsätze für die polnische Nationalmannschaft hatte er 1975 beim britischen Milk-Race und der Tour of Scotland. Er war der erste Sieger des Etappenrennens Wyścigu Solidarności i Olimpijczyków. Das Rennen Giro delle Tre Provincie gewann er 1976.